# Блиссештрассе (станция метро)
«Блиссештрассе» (нем. Blissestraße) — станция Берлинского метрополитена. Расположена на линии U7, между станциями «Берлинер Штрассе» (нем. Berliner Straße) и «Фербеллинер Плац» (нем. Fehrbelliner Platz) . Станция находится на пересечении улиц Блиссештрассе и Берлинер Штрассе, расположена в районе Берлина Шарлоттенбург-Вильмерсдорф.

## История
Станция открыта 29 января 1971 года в составе участка «Мёкернбрюке» — «Фербеллинер Плац».

## Архитектура и оформление
Двухпролётная колонная станция мелкого заложения. Архитектор — Райнер Г. Рюммлер. Путевые стены облицованы светло-бежевой крупной кафельной плиткой. На потолке расположены белые шумопоглощающие панели в виде прямоугольных ящиков. Колонны отделаны серо-коричневой плиткой под гранит.